# Кретинга
Кретинга (литв. Kretinga, рус. Кретинга, пољ. Kretynga) је град у Литванији. Он се налази на северозападном делу земље. Кретинга чини самосталну општину у оквиру округа Клајпеда.
Град се налази недалеко од Балтичког мора, северно од највеће литванске поморске руке, града Клајпеде.
Према последњем попису из 2001. године у Кретинги је живело 21.423 становника.

## Галерија слика
- Главна римокатоличка црква
- Градски музеј
- Железничка станица